# Rafael Rodríguez Rapún
Rafael Rodríguez Rapún (1912-1937) fou un futbolista de l'equip juvenil de l'Atlètic de Madrid.

## Biografia
Durant la Segona República Espanyola, fou actor de La Barraca i militar republicà mort al front de Cantàbria durant la guerra civil.

## Vida personal
Rafael Rodríguez Rapún fou també parella del poeta Federico García Lorca.